# Osceola County, Michigan
Osceola County är ett administrativt område i delstaten Michigan, USA, med 23 528 invånare. Den administrativa huvudorten (county seat) är Reed City. 

## Geografi
Enligt United States Census Bureau har countyt en total area på 1 484 km². 1 466 km² av den arean är land och 18 km² är vatten.   

### Angränsande countyn
- Missaukee County - nordost
- Wexford County - nordväst
- Clare County - öst
- Lake County - väst
- Mecosta County - söder